# Метеорологическая обсерватория имени В. А. Михельсона
Метеорологическая обсерватория имени В. А. Михельсона — метеорологическая обсерватория, расположенная в городе Москва в Северном административном округе, в России. Является структурным подразделением сельскохозяйственной Академии имени К. А. Тимирязева. Комплекс обсерватория имени В. А. Михельсона является выявленным памятником истории и культуры регионального значения.

## Месторасположение
Метеорологическая обсерватория имени В. А. Михельсона находится на территории Московской сельскохозяйственной академии им. К. А. Тимирязева в Северном административном округе города Москвы, в границах Государственного заказника Петровское-Разумовское. Станция окружена корпусами академии, опытными полями и сооружениями Московского государственного агроинженерного университета имени В. П. Горячкина.
Чаша барометра установлена на высоте 163,4 метра над уровнем моря.

## История

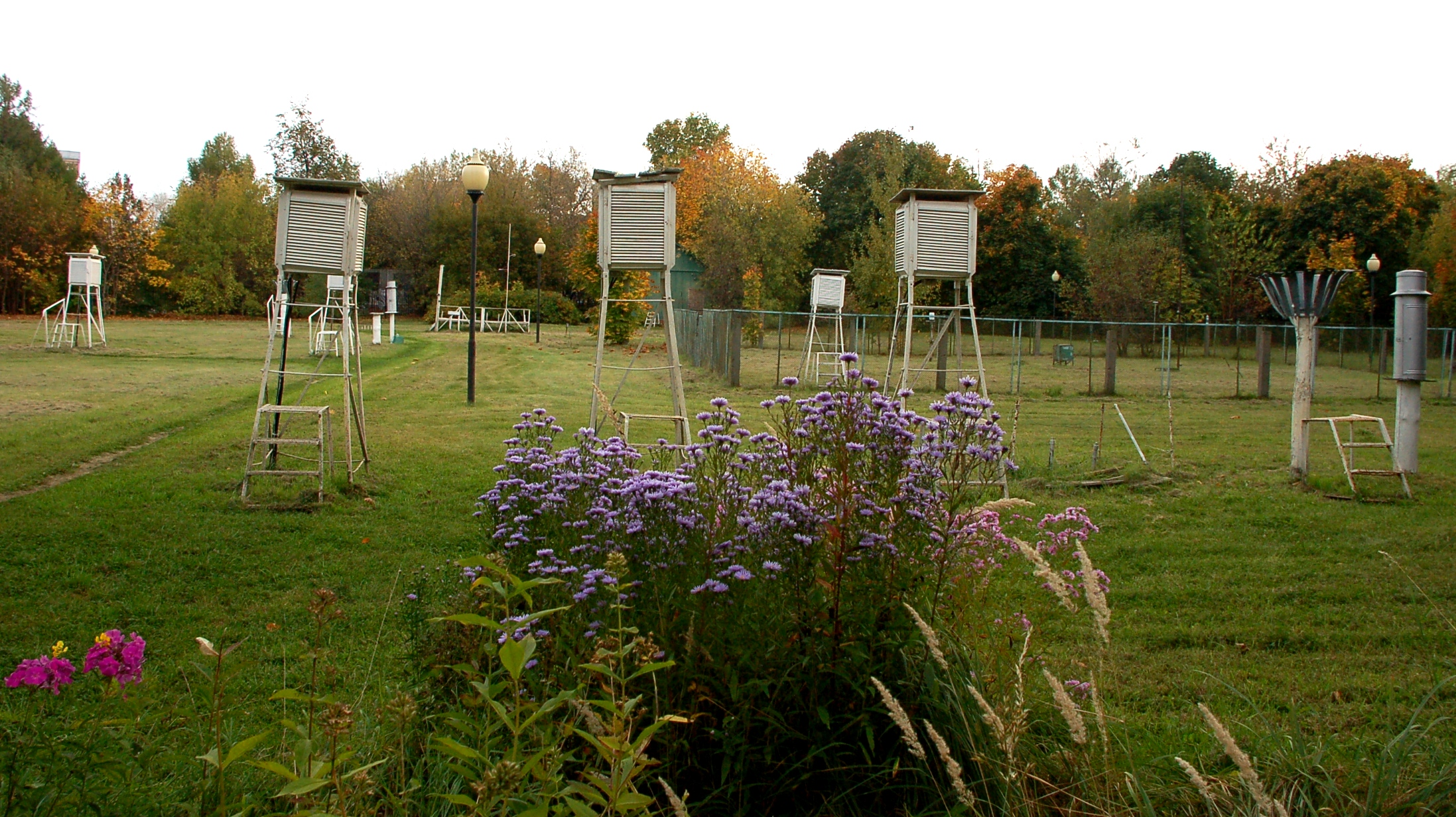
Метеоплощадка

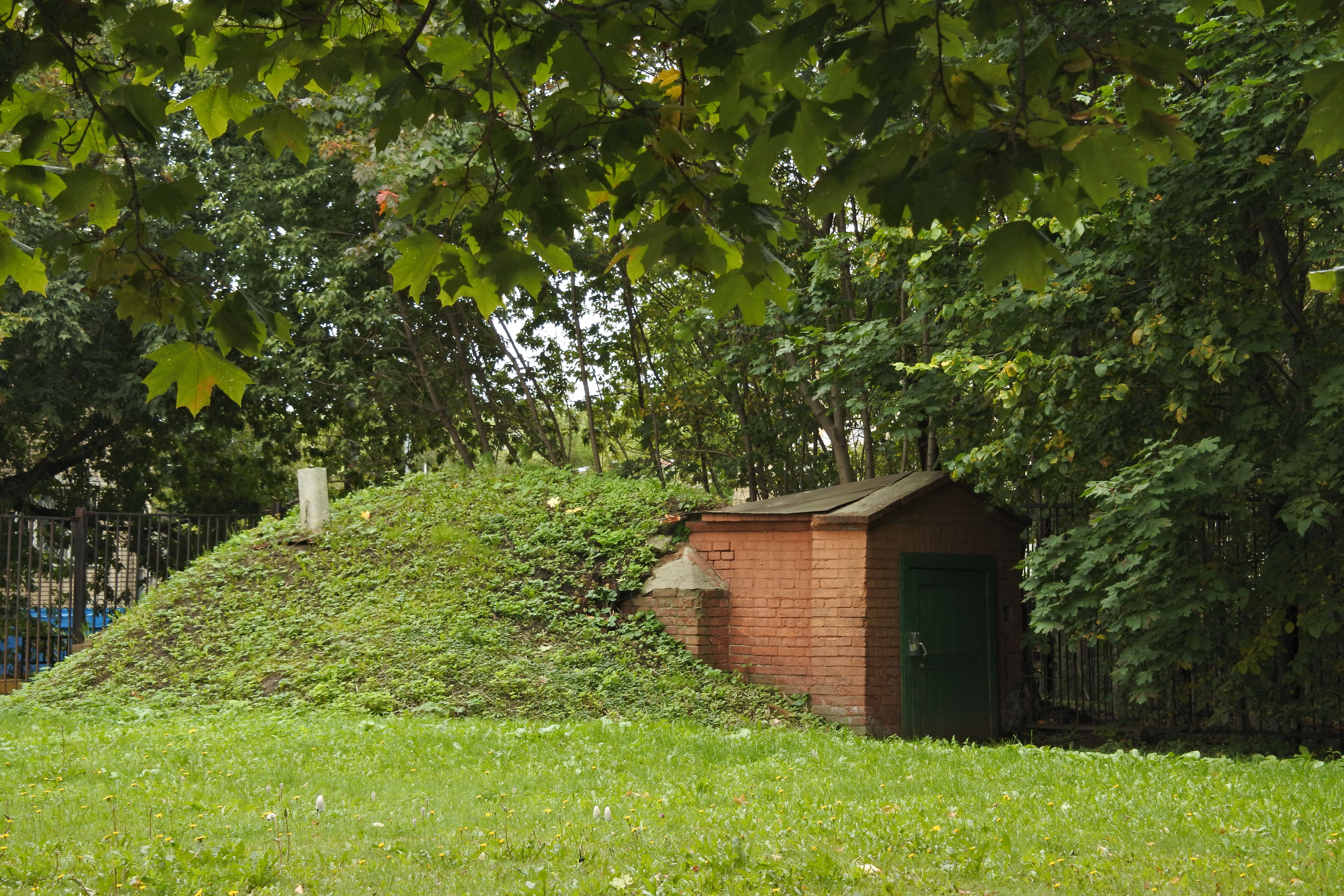
Ледник

При создании Петровской сельскохозяйственной академии в 1865 году возникла необходимость в проведении постоянных метеорологических наблюдений. После огромной подготовительной работы лишь 1 января 1879 года профессором кафедры земледелия Фадеевым были зафиксированы первые показания метеорологических приборов, тем самым запустив процесс непрерывного многолетнего ряда наблюдений за погодой в Москве.
Программа наблюдений включает в себя: регистрацию атмосферного давления, температуры, солнечного сияния, влажности воздуха, облачности, направления и скорости ветра, температуры почвы на различной глубине и атмосферных явлений, осадков и характеристик снежного покрова. С 1886 года впервые на территории России именно здесь начали проводиться актинометрические наблюдения.
Развитию обсерватории способствовал выдающейся физик и метеоролог профессор В. А. Михельсон, который был её руководителем с 1894 по 1927 годы. По его инициативе были расширены исследования солнечной радиации, именно он сконструировал целый ряд актинометрических приборов.
В 1895 году В. А. Михельсоном была организована сельскохозяйственная сеть наблюдений, в которую входил 161 пункт. Обсерватория заняла ведущее место и являлась научно-методическим центром этой сети.
В 1927 году обсерватория стала носить имя В. А. Михельсона. В 1930-х годах она стала учебной базой кафедры метеорологии. Здесь постоянно применялись новые технологии и разрабатывалась современная методика наблюдений.

## Деятельность
Метеорологическая обсерватория наладила тесный контакт со многими организациями, нуждающимися в постоянных сведениях о погоде. С Московским метеобюро ведётся расчет краткосрочных прогнозов погоды. Данные используют в своей деятельности Гидрометцентр России.
Информация метеообсерватории используется:
- в агроклиматических справочниках, издаваемых в нашей стране и за рубежом,
- в Агроклиматических атласах мира и многих других изданиях.

Услугами станции пользуются службы города Москвы:
- управления транспорта и связи, топливно-энергического хозяйства и жилищно-коммунального хозяйства,
- санитарно-эпидемиологические станции,
- органы прокуратуры,
- автоинспекции
- суды, и другие организации.

Деятельность метеорологической обсерватории широко используется в научных целях для обучения студентов, аспирантов Московской сельскохозяйственной академии имени К. А. Тимирязева.